# Окуджава, Важа Михайлович
Важа Михайлович Окуджава (12 мая 1930, Тифлис, ЗСФСР — 17 марта 2011, Грузия) — советский и грузинский физиолог. Ректор Тбилисского государственного университета.

## Биография
Родился 12 мая 1930 года в Тифлисе.
В 1948 году поступил в Тбилисский медицинский институт, который окончил в 1953 году. В 1954 году устроился на работу в Институт физиологии и работал вплоть до 1967 года, одновременно с этим с 1961 по 1967 год заведовал лабораторией. В 1968 году был отправлен на стажировку в США в лабораторию имени Ч. С. Шеррингтона. В 1969 году возвратился обратно и устроился на работу в Институт неврологии и работал вплоть до 1976 года. В 1979 году перешёл на работу в ТбилГУ, где был избран ректором, также заведовал лабораторией нейроморфологии, одновременно с этим являлся научным сотрудником Института медицинских исследований, с 1974 по 1977 год также являлся Академиком-секретарём Отделения медицинских проблем.
Был награждён орденом Трудового Красного Знамени (29.02.1980).
Скончался 17 марта 2011 года в Грузии.
Похоронен в Дидубийском пантеоне.
Двоюродным братом учёного являлся поэт Булат Окуджава.

## Научные работы
Основные научные работы посвящены изучению процессов возбуждения и торможения в коре головного мозга. Автор свыше 200 научных работ. Внёс особый вклад в развитие нейробиологии.

## Членство в обществах
- 1969-91 — Академик АН Грузинской ССР.